# Lísek
Lísek är en ort i Tjeckien.   Den ligger i regionen Vysočina, i den centrala delen av landet, 140 km öster om huvudstaden Prag. Lísek ligger 659 meter över havet och antalet invånare är 371.
Terrängen runt Lísek är platt åt sydväst, men åt nordost är den kuperad. Runt Lísek är det ganska tätbefolkat, med 111 invånare per kvadratkilometer. Närmaste större samhälle är Žďár nad Sázavou, 19,0 km väster om Lísek. Omgivningarna runt Lísek är en mosaik av jordbruksmark och naturlig växtlighet.